# Rue de l'Interne-Loeb
La rue de l'Interne-Loeb est une voie du 13e arrondissement de Paris située dans le quartier de la Maison-Blanche.

## Situation et accès
La rue de l'Interne-Loeb est une voie en pente d'environ 200 mètres de long orientée nord-sud ; elle accède au nord, à la place Jean-Delay, et se termine, au sud, en impasse. En son milieu au carrefour avec la rue du Docteur-Tuffier, se trouve une petite placette sans nom, au milieu de laquelle se dresse un arbre.
Cette voie est desservie à quelque distance par la ligne 7 à la station Maison Blanche.

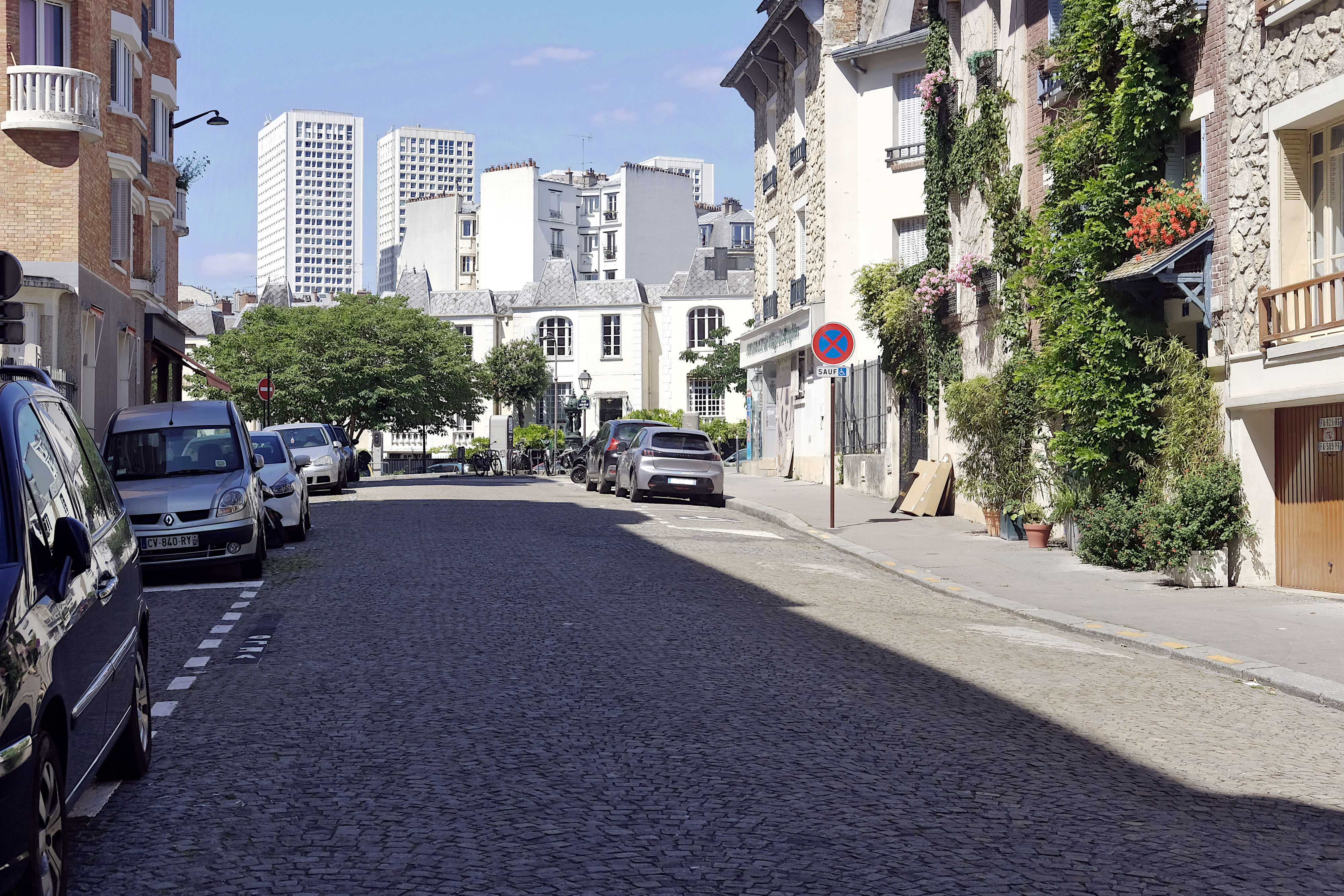
Le haut de la rue vers la place Jean-Delay.
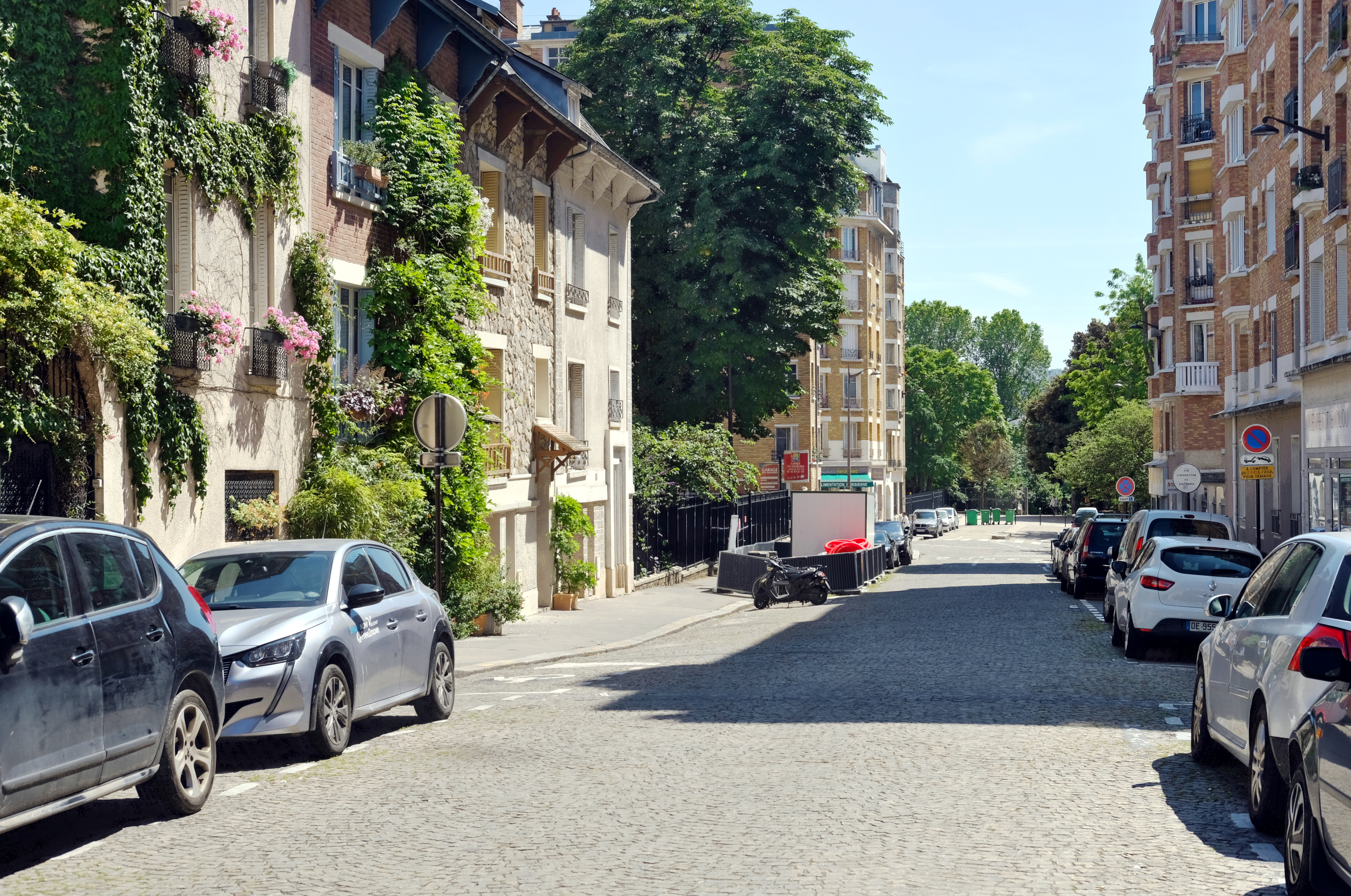
Le milieu de la rue.
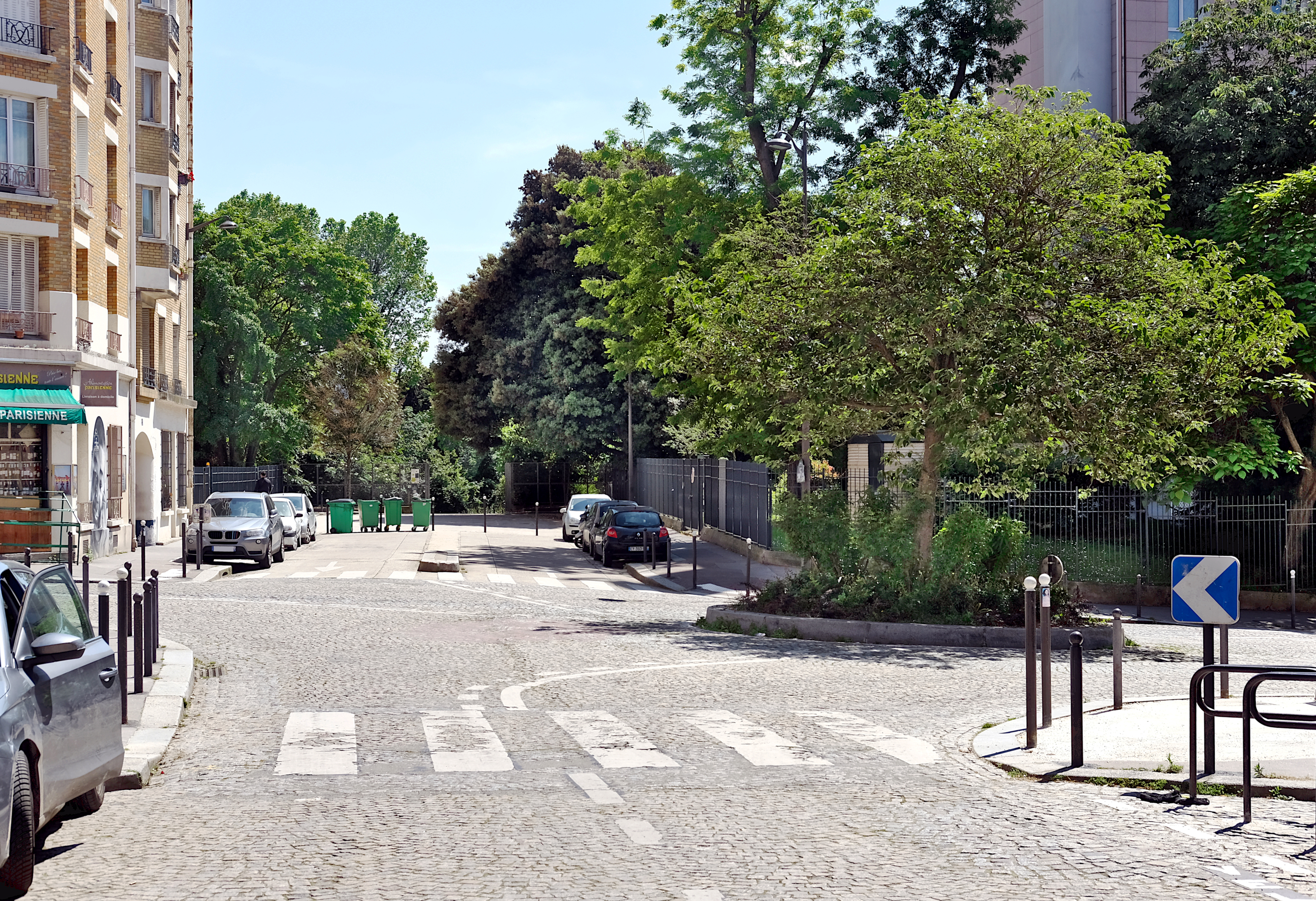
Le bas de la rue qui se termine en impasse.

## Origine du nom
Comme de nombreuses autres rues portant des noms de médecins dans cette zone, en 1926 à proximité de l'ancien hôpital de la Croix-Rouge, devenu depuis hôpital privé des Peupliers, la voie prend le nom d'un jeune interne des Hôpitaux de Paris du nom de Jacques Loeb . Affecté à l'hôpital de Bicêtre, il soignait des enfants atteints de la scarlatine, qu'il contracta et dont il succomba. Ce décès fut rapporté par de nombreux journaux. Il faisait suite au décès de plusieurs internes dans les années précédentes. Le directeur général de l'Assistance Publique, Louis Mourier, saisit cette occasion pour appuyer la mise en place d'un barème d'assurance risque professionnel pour les internes. Le Ministre du Travail et de l'Hygiène, Antoine Durafour chercha de toute évidence à atteindre le même objectif en donnant une grande solennité aux obsèques auxquelles assistèrent notamment Léon Blum alors député et le Président du Conseil Municipal de Paris. Il lui attribua post mortem La Légion d'Honneur et le fit citer à l'ordre de la Nation (Le petit Journal 23 avril 1926, p.1). C'est à la suite de cet évènement que fut déposé par le Ministre un projet de loi instituant une réparation matérielle pour les membres du cors médical victimes du devoir (L'Argus 20 juin 1926, p.7). Le fait de lui avoir attribué un nom de rue s'inscrit sans doute dans le même contexte.

## Historique
Cette rue est ouverte par la ville de Paris en 1926 et prend sa dénomination actuelle le 13 avril 1927.
Son tracé coïncide avec le bras vif de la Bièvre qui passait à cet endroit avant d'être recouverte à la fin du XIXe siècle.

## Bâtiments remarquables et lieux de mémoire

Street art.